# Dobbs Ferry
Dobbs Ferry est un village du comté de Westchester, dans la banlieue de New York, aux États-Unis, peuplé de 10 875 habitants au recensement des États-Unis de 2010.
Dobbs Ferry est le village de naissance de Mark Zuckerberg, fondateur de Facebook.

## Démographie
Lors du recensement de 2010, le village comptait une population de 10 875 habitants.